# Фишинген (Баден)
Фишинген (нем. Fischingen) — община в Германии, в земле Баден-Вюртемберг.
Подчиняется административному округу Фрайбург. Входит в состав района Лёррах. Население составляет 701 человек (на 31 декабря 2010 года). Занимает площадь 1,89 км².